# Horizontale genoverdracht
Horizontale genoverdracht of laterale genoverdracht (Engels: horizontal/lateral gene transfer of afgekort HGT/LGT) is een proces waarbij genetisch materiaal tussen twee organismen wordt uitgewisseld (genetische uitwisseling), zonder dat daarbij, zoals meestal het geval is, genetisch materiaal of DNA wordt doorgegeven van de ene naar de volgende generatie. Het horizontaal overbrengen van genetisch materiaal van het ene organisme naar het andere wordt voornamelijk bij lagere organismen waargenomen, maar kan ook bij hogere organismen voorkomen. Deze laterale genoverdracht kan ook kunstmatig plaatshebben, namelijk door genetische manipulatie.
Horizontale genoverdracht onderscheidt zich van verticale genoverdracht, waarbij een organisme zijn genetisch materiaal van de voorgaande generaties ontvangt. In de genetica en de evolutietheorie zijn de meeste wetenschappelijke ideeën gebaseerd op verticale genoverdracht, hoewel tegenwoordig aan horizontale genoverdracht een steeds grotere rol wordt toegedicht.

## Mechanismen

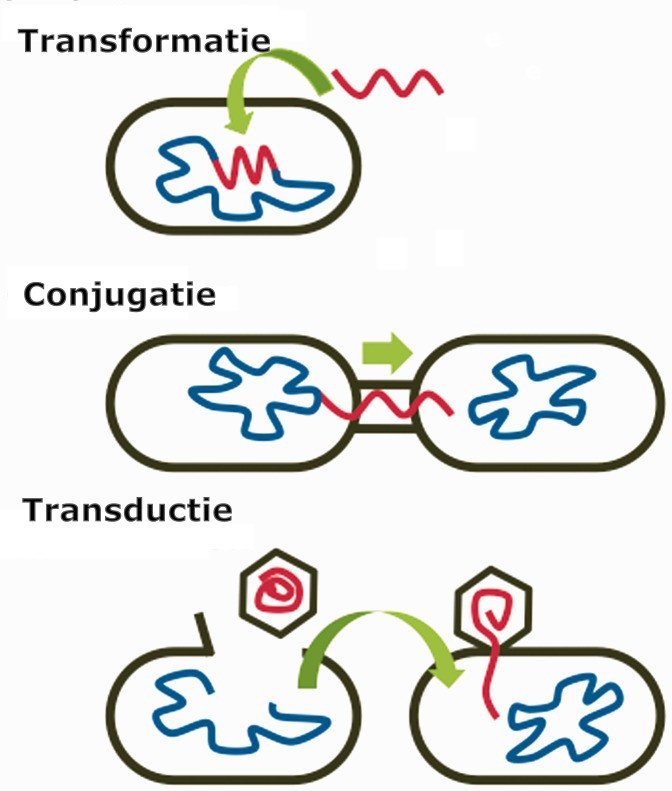
Drie mechanismen van bacteriële horizontale genoverdracht

Horizontale genoverdracht kan plaatsvinden door transformatie, transductie of conjugatie.
Transformatie vindt plaats als een cel vreemd genetisch materiaal ontvangt dat vervolgens tot expressie komt. De cel verandert hierdoor. Celtransformatie is veelvoorkomend bij bacteriën maar zeldzamer in eukaryoten. Kunstmatige transformatie wordt gebruikt voor medische en industriële toepassingen door de moleculaire biologie en biotechnologie.
Bij Transductie wordt genetisch materiaal van de ene op de andere bacterie overgedragen door een bacterieel virus (een bacteriofaag).
Conjugatie is een proces waarbij uitwisseling van genetisch materiaal plaatsvindt door fysiek contact tussen twee cellen.

## Voorkomen

### Prokaryoten
Onderzoek naar prokaryotische organismen heeft laten zien dat in eencellige vormen van leven horizontale genoverdracht een zeer belangrijke rol speelt.
Behalve tussen bacteriën van dezelfde soort kan horizontale genoverdracht ook plaatsvinden tussen zeer verschillende, weinig verwante soorten. Men vermoedt dat het een belangrijke rol speelt bij het resistent worden van bacteriën tegen antibiotica. Als één cel resistent wordt, kan hij die eigenschap snel aan andere cellen doorgeven.

### Eukaryoten
Analyse van DNA-sequenties heeft het vermoeden opgeworpen dat bij sommige eencellige eukaryotische levensvormen ook horizontale genoverdracht voorkomt. Het ligt daarom voor de hand dat horizontale genoverdracht een belangrijk achterliggend mechanisme is in de evolutie van protisten.
Over de rol van horizontale genoverdracht bij meercellige levensvormen verschillen de meningen: voorstanders denken dat bacteriën een rol spelen bij het overbrengen van genetisch materiaal tussen organismen, tegenstanders denken dat horizontale genoverdracht slechts een rol van betekenis speelt bij bacteriën. Bij planten is vooral het DNA van gewassen gesequenced, maar sinds september 2022 zijn ook varens en palmvarens (zaadplanten) gesequenced. Hieruit blijkt dat deze laatste planten genen hebben ontvangen van bacteriën en schimmels via horizontale genoverdracht. In de palmvaren werd het gen voor een cytotoxine van schimmels gevonden en in een watervaren meer dan dertig andere cytotoxines afkomstig van een bacterie.

### Endosymbiose
Bewijs voor horizontale genoverdracht bij eukaryoten is zowel gevonden in DNA van chloroplasten en mitochondriën als celkernen. Deze specifieke vorm van genoverdracht heet endosymbiotische genoverdracht (EGT).
Endosymbiotische genoverdracht is waargenomen van bacteriën op bepaalde soorten schimmels, zoals de gist Saccharomyces cerevisiae. Er zijn ook (betwiste) waarnemingen bekend van overname van genetisch materiaal van de endosymbiont Wolbachia door de adzukibonenkever (Callosobruchus chinensis).
Endosymbiotische genenoverdracht heeft bij multicelulaire gastheren alleen kunnen plaatsvinden als de endosymbionten toegang hadden tot de kiemcelbaan van de gastheer, waardoor ze aanwezig konden zijn in de gameten. Endosymbiotische genenoverdracht naar eukaryoten is vooral beschreven bij fagotrofe eencellige eukaryoten. Endosymbiotische integratie lijkt dus gemakkelijker plaats te vinden bij protisten.

## Betekenis voor biologische evolutie
In de genetica wordt aangenomen dat biologische evolutie (voor een belangrijk deel) verloopt door de overdracht van genen van ouders op nakomelingen (genen worden geërfd), waarbij door natuurlijke selectie en/of genetische mutaties de nakomelingen niet precies gelijk zijn aan de voorouders. Als sprake is van horizontale genoverdracht verloopt evolutie waarschijnlijk op een andere manier dan wanneer organismen hun erfelijk materiaal alleen van hun ouders kunnen krijgen.
Volgens de endosymbiontentheorie zijn de eerste eukaryotische cellen ontstaan uit endosymbiotische bacteriën. Ook binnen de eukaryotische cellen heeft er een genenuitwisseling plaatsgevonden tussen de verschillende endosymbiotische organellen en de gastheercel. Zo hebben mitochondriën en plastiden een beperkt genoom, zodat sommige noodzakelijke eiwitten uit het cytoplasma opgenomen moeten worden.
Uit de eukaryotische eencelligen zijn vervolgens meercellige organismen geëvolueerd. Bij eukaryoten speelt de horizontale genoverdracht een veel kleinere rol. Hieruit volgt dat er een periode is geweest waarin nog geen "moderne", darwinistische evolutie plaatsvond.

### Betekenis voor fylogenetica
Vergelijkingen van DNA-sequenties geven de indruk dat er vaker horizontale genoverdracht heeft plaatsgevonden over de grenzen van fylogenetische domeinen. De fylogenetische geschiedenis van soorten zou in deze gevallen niet ontrafeld kunnen worden door alleen steeds verder vertakkende stamlijnen voor een bepaald gen te tekenen.
Horizontale genoverdracht is daarom een mogelijke confounder bij de cladistiek en het opstellen van stamlijnen gebaseerd op vergelijkingen van DNA-sequenties. Het probleem is dat bij deze vergelijkende onderzoeken vaak maar één gen gebruikt is. Twee soorten bacteriën die slechts ver verwant zijn maar juist dat gen hebben uitgewisseld zullen in de fylogenetische stamboom als nauw verwant worden weergegeven, zelfs al zijn de meeste andere genen verschillend. De fylogenetica probeert dit probleem te ontwijken door meer genen mee te nemen bij vergelijkend onderzoek.
Zo is het meest gebruikte gen bij fylogenetisch onderzoek naar prokaryoten het 16s rRNA gen, omdat de sequenties op dit gen bij nauwe verwantschap redelijk vergelijkbaar zijn. Recent is echter geopperd dat 16s rRNA genen ook horizontaal overgedragen kunnen worden, hoewel dit niet vaak voorkomt. Dit betekent dat alle eerder aan de hand van dit gen opgestelde fylogenetische stamboom nader onderzoek behoeven.

## Argument tegen genetische technologie
Aanhangers van de (omstreden) hypothese dat horizontale genoverdracht ook bij hogere levensvormen voorkomt zoals Mae-Wan Ho hebben dit aangevoerd als argument tegen genetische technologie. Door horizontale genoverdracht zou gemodificeerd materiaal veel makkelijker in de natuur terecht kunnen komen.